# Chiles U20-herrlandslag i fotboll
Chiles fotbollslandslag U20 är Chiles reservlag för ungdomar upp till och med 20 år. Laget är mer känt som La Rojita eller La Rojaza hemma i Chile.

## VM i Kanada 2007
2007 lyckades laget (under ledning av José Sulantay) kvala till VM i Kanada 2007. Man slutade 4:a i kvlomgången, vilket gav en VM-plats, men dock ingen OS-biljett.
La Rojita hamnade i grupp A tillsammans med Kanada U20 (3-0), Kongo U20 (3-0) och Österrike U20 (0-0). Laget kom 1:a i gruppen med en målskillnad på 6-0.
I Åttondelsfinalen ställdes La Rojita mot Portugal U20. Matchen slutade 1-0 till Chile efter mål av Arturo Vidal.
I Kvartsfinalen stod Nigeria U20 för motståndet och efter 90 spelade minuter stod det fortfarande 0-0 och matchen gick till förlängning. Efter 2x15 minuters förlängning var matchen slut och ställningssiffrorna var sensationellt 4-0 till La Rojita.
I Semifinalen ställdes chilenarna mot Argentina. Det var ett mycket hett möte mellan de båda lagen och känslorna var på helspänn under hela matchen. Chile åkte på 2 röda kort under matchen. Ett gick till Gary Medel på grund av dåligt uppförande och det andra gick till Dagoberto Currimilla för att han rörde vid domaren. (I själva verket fick Currimilla bara gult kort för den incidenten men eftersom han hade ett gult kort sedan innan resulterade detta i ett rött). Matchen slutade 3-0 till Argentina.
I Bronsmatchen ställdes Chile mot Österrike och i den 46:e minuten slog Hans Martínez in matchens enda mål. Mötet slutade 1-0 till chilenarna som därmed också vann bronset.

### Chiles trupp till U20 VM
| Nr    | Namn                        | Position    | Ålder | Landskamper (VM) | Klubb                |
| ----- | --------------------------- | ----------- | ----- | ---------------- | -------------------- |
| 1     | Cristopher Toselli          | Målvakt     | 19    | 7 (0)            | Universidad Católica |
| 2     | Cristián Suárez             | Försvarare  | 20    | 7 (0)            | Unión San Felipe     |
| 3     | Mauricio Isla (Vice-kapten) | Mittfältare | 19    | 7 (0)            | Udinese              |
| 4     | Eric Godoy                  | Försvarare  | 20    | 5 (0)            | Santiago Wanderers   |
| 5     | Nicolás Larrondo            | Försvarare  | 19    | 7 (0)            | Universidad de Chile |
| 6     | Gary Medel                  | Mittfältare | 19    | 6 (0)            | Universidad Católica |
| 7     | Alexis Sánchez              | Anfallare   | 18    | 4 (1)            | Udinese              |
| 8     | Dagoberto Currimilla        | Mittfältare | 19    | 6 (0)            | Huachipato           |
| 9     | Nicolás Medina              | Anfallare   | 20    | 7 (2)            | Osasuna              |
| 10    | Juan Pablo Arenas           | Mittfältare | 20    | 0 (0)            | Colo-Colo            |
| 11    | Jaime Grondona              | Anfallare   | 20    | 5 (2)            | Santiago Wanderers   |
| 12    | Nery Veloso                 | Målvakt     | 20    | 0 (0)            | Huachipato           |
| 13    | Christian Sepulveda         | Försvarare  | 20    | 5 (0)            | Unión Española       |
| 14    | Arturo Vidal                | Försvarare  | 20    | 6 (2)            | Bayer Leverkusen     |
| 15    | Carlos Carmona (Kapten)     | Mittfältare | 20    | 4 (1)            | Coquimbo Unido       |
| 16    | Gerardo Cortés              | Mittfältare | 19    | 5 (0)            | Deportes Concepción  |
| 17    | Hans Martínez               | Försvarare  | 20    | 5 (1)            | Universidad Católica |
| 18    | Mathías Vidangossy          | Anfallare   | 20    | 7 (1)            | Villarreal           |
| 19    | Michael Silva               | Anfallare   | 19    | 2 (0)            | Atlante              |
| 20    | Isaias Peralta              | Mittfältare | 19    | 1 (0)            | Unión Española       |
| 21    | Ronald Valladares           | Målvakt     | 19    | 0 (0)            | Fernández Vial       |
| Coach | José Sulantay (CHI)         |             |       |                  |                      |